# Кокоревские склады
Кокоревские склады — исторические здания в Санкт-Петербурге, Россия, расположенные на Лиговском проспекте, 50.

## История
Здания складов были построены в 1873—1886 годах для «Северного общества страхования и складов товаров с выдачею варрантов» нефтепромышленника и мецената Василия Кокорева. Комплекс складских помещений строился и перестраивался с 1873 по 1903 год. Автор проекта — Иван Мерц. «Северное страховое общество» было ликвидировано в 1918 году, а склады всем желающим было предложено забирать из них необходимые в быту вещи.
В дальнейшем склады использовались преимущественно по прямому назначению. Часть построек была снесена для размещения автомобильной стоянки. Позже в складах расположились клубы, кафе, шоурумы, магазины и прочие объекты городской среды.
В апреле 2025 года появилась информация, что Кокоревские склады планируется снести ради строительства терминала высокоскоростной магистрали (ВСМ). Но против этого выступили активисты, заявившие, что здания — значимые объекты дореволюционной архитектуры. В мае 2025 года власти объявили, что склады будут сохранены и интегрированы в новый терминал ВСМ.